# Stephen Fumio Hamao
Stephen Fumio Hamao 濱尾文郎 (Tokyo, 9 marzo 1930 – Tokyo, 8 novembre 2007) è stato un cardinale e arcivescovo cattolico giapponese.

## Biografia
Compì gli studi all'Università statale di Tokyo e al seminario maggiore interdiocesano di Tokyo, quindi dal 1951 a Roma al Collegio Urbaniano studiando filosofia e teologia e in seguito alla Pontificia Università Gregoriana studiando diritto canonico. Imparò l'inglese, il francese, l'italiano e lo spagnolo. Fu precettore di latino dell'attuale imperatore del Giappone Akihito, ma nonostante la profonda conoscenza di questa lingua, si oppose sempre alla sua reintroduzione nella liturgia cattolica.
Fu ordinato presbitero a Roma il 21 dicembre 1957.
Il 5 febbraio 1970 fu eletto vescovo titolare di Oreto e vescovo ausiliare di Tokyo e consacrato il 29 aprile dello stesso anno per l'imposizione delle mani dell'arcivescovo Bruno Wustenberg, pro-nunzio apostolico in Giappone.
Il 30 ottobre 1979 fu nominato vescovo di Yokohama.
Il 15 giugno 1998 fu nominato presidente del Pontificio consiglio della pastorale per i migranti e gli itineranti.
Papa Giovanni Paolo II lo innalzò alla dignità cardinalizia nel concistoro del 21 ottobre 2003, concedendogli la diaconia di San Giovanni Bosco in via Tuscolana.
L'11 marzo 2006 si dimise dalla presidenza del Pontificio consiglio per raggiunti limiti d'età. Il suo servizio alla Congregazione delle cause dei santi, di cui era consultore, ha favorito la beatificazione di 188 martiri giapponesi. Nell'agosto dello stesso anno i medici del Policlinico Gemelli gli diagnosticarono un cancro al polmone e decise di fare rientro in patria, non prima di avere un'udienza privata con Benedetto XVI.
È deceduto l'8 novembre 2007, all'età di 77 anni.
Le esequie si sono tenute il 12 novembre nella cattedrale di Santa Maria a Tokyo e sono state presiedute dal cardinale Peter Seiichi Shirayanagi, rappresentante di papa Benedetto XVI. È sepolto nel cimitero della cattedrale di Yokohama.

## Genealogia episcopale
La genealogia episcopale è:
- Cardinale Scipione Rebiba
- Cardinale Giulio Antonio Santori
- Cardinale Girolamo Bernerio, O.P.
- Arcivescovo Galeazzo Sanvitale
- Cardinale Ludovico Ludovisi
- Cardinale Luigi Caetani
- Cardinale Ulderico Carpegna
- Cardinale Paluzzo Paluzzi Altieri degli Albertoni
- Papa Benedetto XIII
- Papa Benedetto XIV
- Papa Clemente XIII
- Cardinale Marcantonio Colonna
- Cardinale Giacinto Sigismondo Gerdil, B.
- Cardinale Giulio Maria della Somaglia
- Cardinale Carlo Odescalchi, S.I.
- Vescovo Eugène de Mazenod, O.M.I.
- Cardinale Joseph Hippolyte Guibert, O.M.I.
- Cardinale François-Marie-Benjamin Richard de la Vergne
- Cardinale Pietro Gasparri
- Arcivescovo Cesare Orsenigo
- Cardinale Josef Frings
- Arcivescovo Bruno Wüstenberg
- Cardinale Stephen Fumio Hamao